# 岩屋町 (瀬戸市)
岩屋町（いわやちょう）は、愛知県瀬戸市品野連区にある町名。丁番を持たない単独町名である。

## 地理
- 瀬戸市東部に位置する[8]。西は鳥原町、北は井山町・上品野町、東は豊田市西市野々町、南は北白坂町・中白坂町・長谷口町・針原町に接する[8]。
- 鳥原川の上流に位置し、愛知高原国定公園内にある岩屋堂を中心とする地域[8]。マス釣場・自然プール・料理旅館・東海自然歩道があり、観光客も多い[8]。

### 河川
- 鳥原川（水野川支流） ： 町の東部の山林を源流に西流している。
- 奥鳥原川（鳥原川支流） ： 町の東部の山林を源流に西流し、鳥原川に注ぎ込んでいる。
- 北鳥原川（鳥原川支流） ： 町の北東部の山林を源流に南流し、鳥原川に注ぎ込んでいる。
- 暁洞川（鳥原川支流） ： 町の北西部を南流し、鳥原川に注ぎ込んでいる。

- 鳥原川

### 学区
市立小・中学校に通う場合、学区は以下の通りとなる。また、公立高等学校普通科に通う場合の学区は以下の通りとなる。
| 番・番地等 | 小学校               | 中学校             | 高等学校 |
| ---------- | -------------------- | ------------------ | -------- |
| 全域       | 瀬戸市立品野台小学校 | 瀬戸市立品野中学校 | 尾張学区 |

## 歴史

### 町名の由来
その昔、名僧行基がこの岩窟内で彫刻した三体の仏像のうちの一体の薬師仏を本尊として岩屋山の信仰を集めていた。この岩屋山薬師堂を略し、岩屋堂の名がつけられたとされる。

### 沿革
- 1965年（昭和40年）5月1日 - 瀬戸市大字中品野字東山の全域と字鳥原の一部、同市大字下品野字東山の一部により、同市岩屋町として成立[2]。

## 世帯数と人口
2025年（令和7年）1月1日現在の世帯数と人口は以下の通りである。
| 町丁   | 世帯数 | 人口 |
| ------ | ------ | ---- |
| 岩屋町 | 3世帯  | 5人  |

### 人口の変遷
国勢調査による人口の推移。
| 1995年（平成7年）  | 38人 | [ 12 ] |  |
| 2000年（平成12年） | 34人 | [ 13 ] |  |
| 2005年（平成17年） | 20人 | [ 14 ] |  |
| 2010年（平成22年） | 19人 | [ 15 ] |  |
| 2015年（平成27年） | 16人 | [ 16 ] |  |
| 2020年（令和2年）  | 12人 | [ 17 ] |  |

### 世帯数の変遷
国勢調査による世帯数の推移。
| 1995年（平成7年）  | 14世帯 | [ 12 ] |  |
| 2000年（平成12年） | 13世帯 | [ 13 ] |  |
| 2005年（平成17年） | 11世帯 | [ 14 ] |  |
| 2010年（平成22年） | 8世帯  | [ 15 ] |  |
| 2015年（平成27年） | 7世帯  | [ 16 ] |  |
| 2020年（令和2年）  | 7世帯  | [ 17 ] |  |

## 交通

### 鉄道
町内に鉄道は走っていない。最寄り駅は名鉄瀬戸線尾張瀬戸駅になる。

### バス
瀬戸市コミュニティバス「岩屋堂線」
- 道の駅しなの - しなのバスセンター - 岩屋堂 系統 ： 岩屋堂バス停

- 岩屋堂バス停

### 道路
町内に国道・県道は走っていない。

## 施設
- 岩屋堂[8] ： 名僧行基に由来する天然石の祠のこと。岩屋堂をふくむ一帯は岩屋堂公園として整備されており、新緑、ホタル、紅葉、瀬戸大滝など、四季を通じてダイナミックな自然にふれあえる瀬戸の奥座敷となっている[18]。
- 曹洞宗浄源寺[8] ： 1454年（享徳3年）雲興寺二代天先祖命によって、白衣観世音菩薩を本尊として、これまでの天台宗を改宗して建立[19]。

- 岩屋堂公園
- 曹洞宗浄源寺

## その他

### 日本郵便
- 郵便番号 ： 480-1215[6]（集配局：瀬戸郵便局[20]）。